# 니콜라이 아노힌
니콜라이 알렉산드로비치 아노힌(러시아어: Николай Александрович Анохин, Nikolai Aleksandrovich Anokhin, 1898년~1974년 9월)은 내무인민위원회(НКВД, 국가보안위원회(КГБ)의 전신) 계열의 소련 군인이다. 평양 소련군정 당시 소장으로 NKVD 최고책임자였다.

## 생애
아노힌은 1898년 모스크바에서 태어났으며, 1918년경 소련 공산당원(CPSU)이 되었고, 1974년 9월 모스크바에서 죽었다.
그의 생애는 잘 알려져 있지 않으나, 1945년 9월 30일 북한을 점령한 소련 제25군으로 발령받았다. 평양에서 그의 행적은 드러난 것이 거의 없으나, 레오니드 바신의 증언에 의하면 그는 당시 소장 계급의 내무인민위원회 최고 책임자였다. 아노힌은 조만식이 소련 군정에 협력을 거부하자, 일제가 항복하기 직전 그를 석방한 것은 일본의 첩자였기 때문이라는 억지 누명을 씌워 신문 방송이 이를 널리 보도하게 한 후, 1946년 1월 5일 고려호텔에 감금하는 등 김일성 지도자 만들기 정치공작을 이끈 최고위 핵심 인물 중 하나였다.
아노힌은 1946년 7월 1일까지 25군에서 근무하다 퇴역하여 소련으로 돌아갔다.